# Пятьсот тысяч рублей
Пятьсо́т ты́сяч рубле́й (500 000 рубле́й) — номинал денежных знаков в России (серия 1995 года), Приднестровье (серия 1997 года), в ЗСФСР (серия 1923 года), в Белоруссии (серия 1998 года). Банкнота такого номинала в России характерна для периода гиперинфляции и резкого обесценивания рубля.

## Банкнота Банка России серии 1995 года
| Изображение     | Изображение       | Размеры (мм) | Основной цвет | Описание | Дата выхода   | Изъятие из обращения |
| Лицевая сторона | Оборотная сторона | Размеры (мм) | Основной цвет | Описание | Дата выхода   | Изъятие из обращения |
| --------------- | ----------------- | ------------ | ------------- | --- | ------------- | -------------------- |
|                 |                   | 160×65       | фиолетовый    | Лицевая сторона: Памятник Петру Ι на фоне парусника и здания Морского речного вокзала в Архангельске Оборотная сторона: Соловецкий монастырь Водяной знак: «500000», Пётр I | 17 марта 1997 | 1 января 1999        |

Из-за гиперинфляции 17 марта 1997 года в России была выпущена самая крупная банкнота этого периода 500 000 рублей, которая выпускалась менее года, так как с 1 января 1998 года была проведена деноминация рубля в 1000 раз. Учитывая короткий период обращения и высокую покупательную способность (~83,9 $ по курсу на конец декабря 1997 г. при средней по стране зарплате 760 000 рублей или 127,5 $), лишь немногие после деноминации сохранили такие банкноты «на память». Поэтому в настоящий момент они пользуются повышенным спросом у коллекционеров. В зависимости от сохранности цены на неё могут достигать 500—1000 долларов. Таким образом, 500 000 рублей образца 1995 года является одной из самых дорогих банкнот постсоветской России.
Банкнота достоинством 500 000 рублей имеет размер 160×65 мм. Преобладающие цвета — фиолетовый и синий. Основное изображение лицевой стороны — изображение памятника Петру I на фоне парусного корабля и морского вокзала в г. Архангельске; основное изображение оборотной стороны — вид на Соловецкий монастырь.
Защитные признаки этой банкноты унифицированы для всех банкнот образца 1995 года:
1. В бумагу внедрена защитная нить, наблюдаемая на просвет в виде темной полоски.
2. Бумага содержит два водяных знака, выполненные на купонных полях банкноты. Водяной знак, расположенный на узком купонном поле, представляет собой цифровое обозначение номинала банкноты. На широком купонном поле находится водяной знак, повторяющий фрагмент основного изображения лицевой стороны.
3. Текст «БИЛЕТ БАНКА РОССИИ», расположенный в правой верхней части, а также метка для людей с ослабленным зрением в левой нижней части лицевой стороны банкнот имеет увеличенную толщину красочного слоя.
4. Фрагмент орнаментальной ленты, расположенной в нижней части лицевой стороны банкнот, обладает кипп-эффектом — при рассматривании банкноты под острым углом на ленте видны буквы «РР».
5. На оборотной стороне банкнот над словесным обозначением номинала расположены строки микротекста, сформированные повторяющимися словами «БАНК РОССИИ». Кроме этого, на банкнотах достоинствами 1000, 50 000 и 100 000 рублей в верхней части оборотной стороне выполнен микротекст, состоящий из повторяющегося цифрового обозначения номинала.
Кроме этого, эмблема Банка России, расположенная в левой верхней части лицевой стороны банкноты достоинством 500 000 рублей, выполнена оптически переменной краской — при рассмотрении банкноты под разными углами цвет эмблемы меняется от желто-зеленого до оранжево-красного.
Современные 500 рублей аналогичны оформлению и признакам банкноты 500 000 рублей образца 1995 года.

### Изображение парусника на банкноте

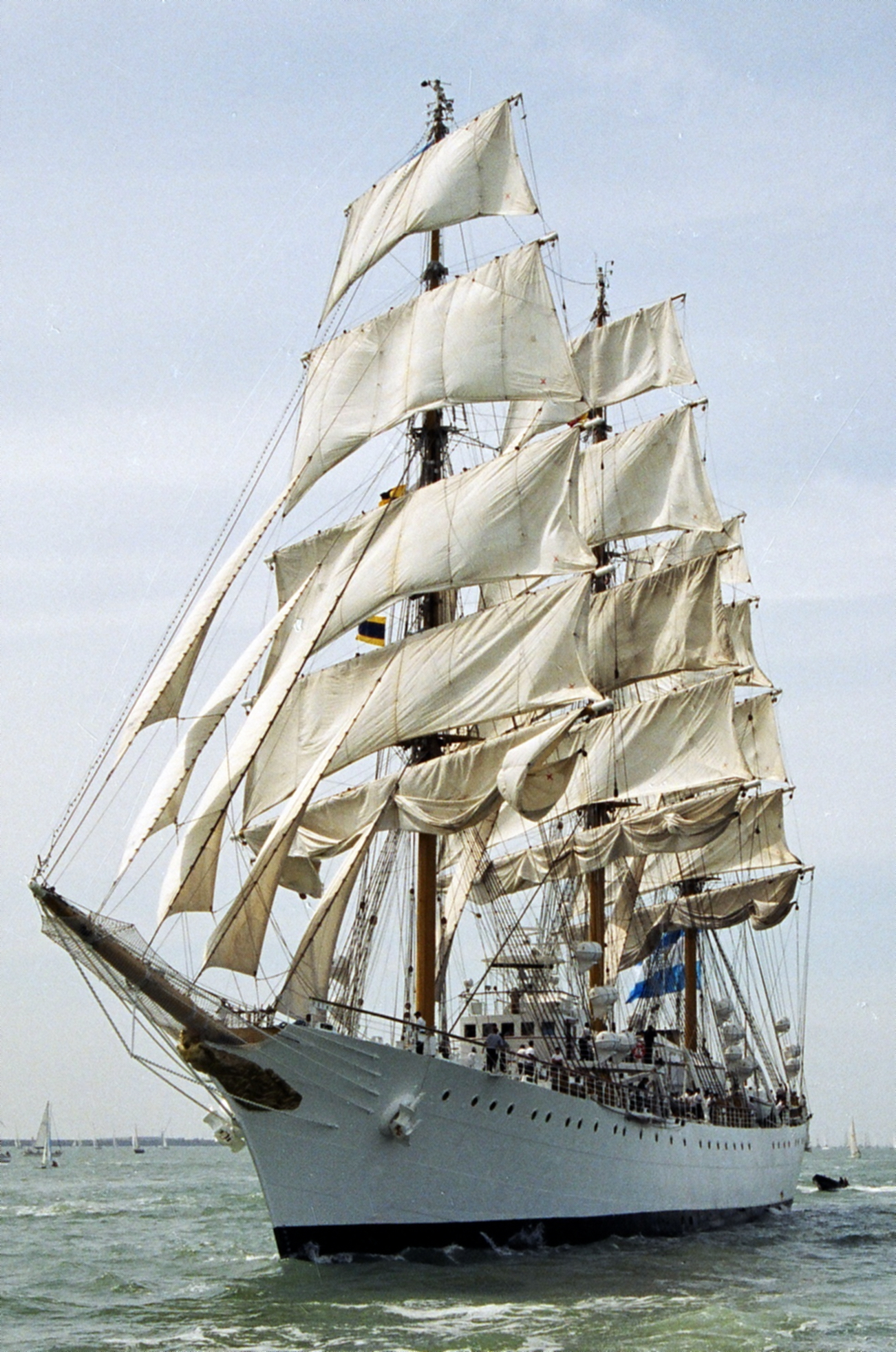
Трёхмачтовый корабль «Либертад», изображённое на 500-тысячной и 500-рублёвой банкнотах

Бывший главный художник «Гознака» Игорь Крылков признал, что в последний момент (перед утверждением дизайна 500-тысячной банкноты 1997 года) заменяя не удовлетворившее ЦБ современное речное судно, перерисовал с фотографии никогда не заходивший в российские воды учебный корабль ВМС Аргентины «Либертад». После деноминации 1998 года это изображение парусника появилось и на соответствующей банкноте в 500 рублей, а затем и на её последующих модификациях.

## Галерея

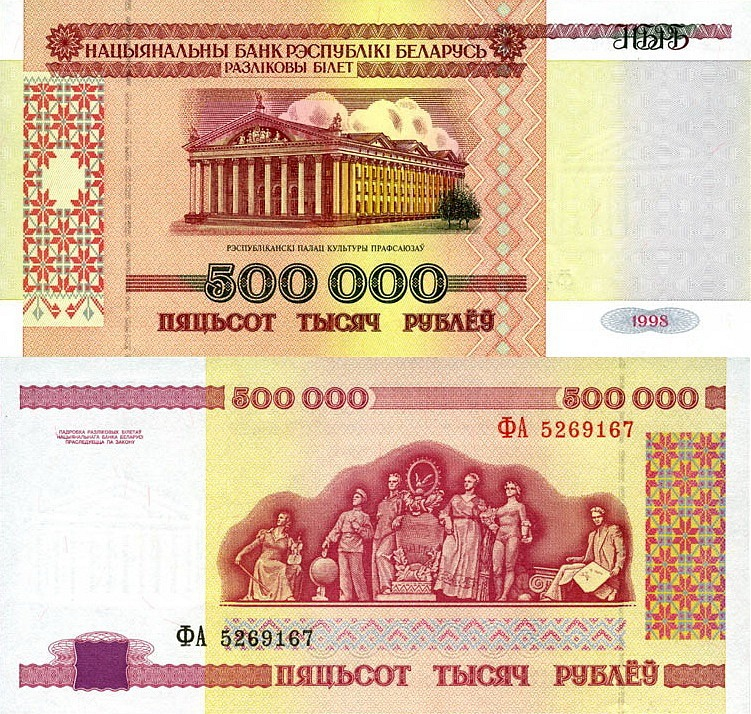
Белорусские 500 000 рублей (1998)
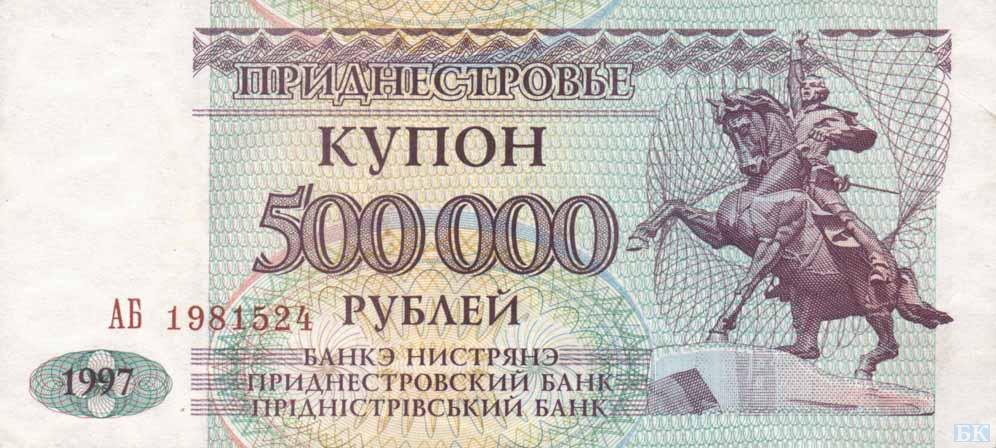
500 000 приднестровских рублей, лицевая сторона (1997)
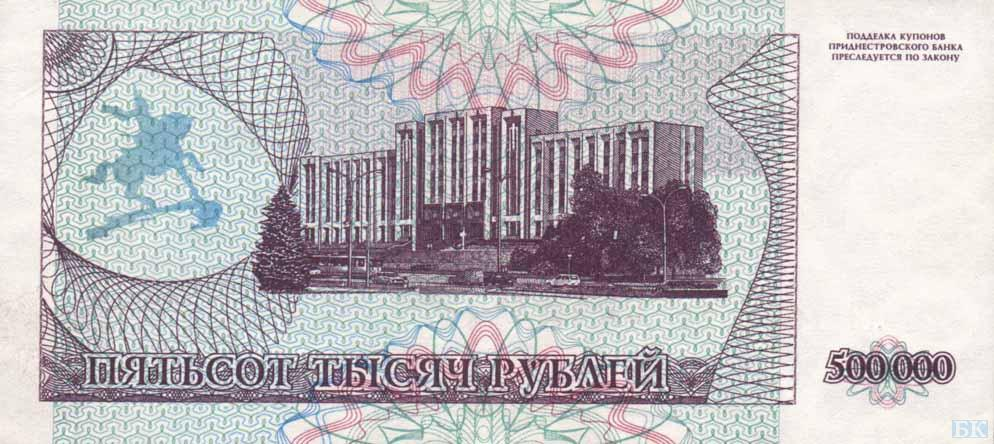
500 000 приднестровских рублей, оборотная сторона (1997)
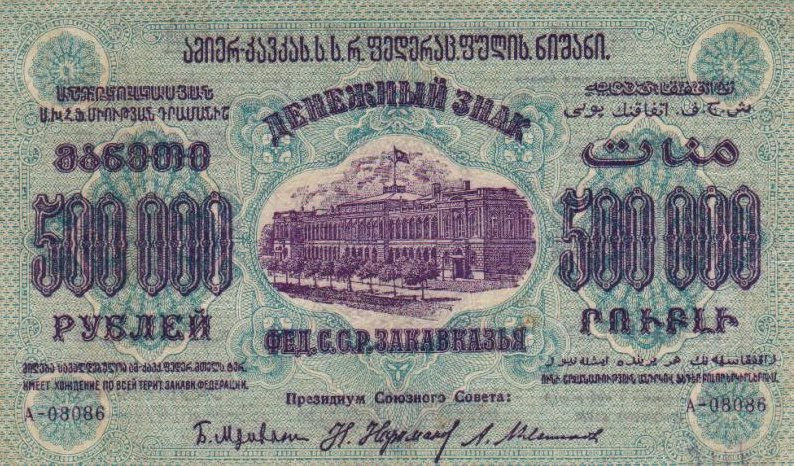
500 000 рублей ЗСФСР, лицевая сторона (1923)
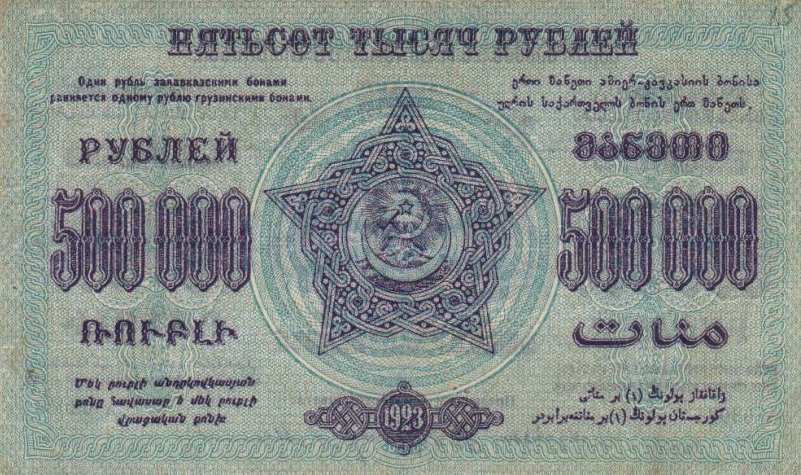
500 000 рублей ЗСФСР, оборотная сторона (1923)